# West Ham United (Frauenfußball)
Der West Ham United Women Football Club, kurz West Ham United, ist eine 1991 gegründete Frauenfußballverein aus dem Londoner Stadtteil West Ham, der in der höchsten englischen Liga, der FA Women’s Super League spielt.

## Geschichte
Der Verein wurde Anfang des Jahres 1991 auf Initiative von Roger Morgan, welcher in dieser Zeit selbst bei West Ham United arbeitete, gegründet. In den ersten Jahren spielte das Team zunächst auf Amateurebene. West Ham schaffte zur Saison 1995/96 erstmals den Einzug in den FA Women’s Cup.
Dreizehn Jahre nach der Gründung schaffte West Ham den Aufstieg in die FA Women’s Premier League, der höchsten Spielklasse im englischen Frauenfußball und wurde in ihrer ersten Saison sechster. In der Saison 2017/18 qualifizierte sich die Mannschaft für die neu geschaffene FA Women’s Super League, die zur darauffolgenden Saison die FA Women’s Premier League als höchste Fußballliga im englischen Frauenfußball ablösen sollte. Die erste Saison schloss das Team auf dem siebten Platz ab und erreichte zudem das Finale im nationalen Pokal.

## Erfolge
- FA Women’s Cup Finalist: 2018/19